# Westfield (Massachusetts)
Westfield è una city degli Stati Uniti d'America, situata nella contea di Hampden nello stato del Massachusetts.
È sede dell'università pubblica Westfield State University.